# Ласана (Техас)
Ласана (англ. Lasana) — переписна місцевість (CDP) в США, в окрузі Камерон штату Техас. Населення — 104 особи (2020).

## Географія
Ласана розташована за координатами 26°15′25″ пн. ш. 97°41′43″ зх. д. / 26.25694° пн. ш. 97.69528° зх. д. (26.256963, -97.695380).  За даними Бюро перепису населення США в 2010 році переписна місцевість мала площу 2,13 км², з яких 2,13 км² — суходіл та 0,00 км² — водойми.

## Демографія
Згідно з переписом 2010 року, у переписній місцевості мешкали 84 особи в 22 домогосподарствах у складі 19 родин. Густота населення становила 39 осіб/км².  Було 25 помешкань (12/км²).
Расовий склад населення:
| - 90,5 % — білих - 6,0 % — осіб інших рас |

До двох чи більше рас належало 3,6 %. Частка іспаномовних становила 82,1 % від усіх жителів.
За віковим діапазоном населення розподілялося таким чином: 38,1 % — особи молодші 18 років, 54,8 % — особи у віці 18—64 років, 7,1 % — особи у віці 65 років та старші. Медіана віку мешканця становила 34,0 року. На 100 осіб жіночої статі у переписній місцевості припадало 115,4 чоловіків;  на 100 жінок у віці від 18 років та старших — 108,0 чоловіків також старших 18 років.
Середній дохід на одне домашнє господарство  становив 73 942 долари США (медіана — 53 750), а середній дохід на одну сім'ю — 73 942 долари (медіана — 53 750). 
Цивільне працевлаштоване населення становило 22 особи. Основні галузі зайнятості: виробництво — 54,5 %, публічна адміністрація — 31,8 %, освіта, охорона здоров'я та соціальна допомога — 13,6 %.